# Доханово
Доханово (пол. Dochanowo, нім. Dochanowo, 1939-45: Dolgen) — село в Польщі, у гміні Жнін Жнінського повіту Куявсько-Поморського воєводства.
Населення — 202 особи (2011).
У 1975-1998 роках село належало до Бидгощського воєводства.

## Демографія
Демографічна структура станом на 31 березня 2011 року:
|          | Загалом | Допрацездатний вік | Працездатний вік | Постпрацездатний вік |
| -------- | ------- | ------------------ | ---------------- | -------------------- |
| Чоловіки | 104     | 26                 | 66               | 12                   |
| Жінки    | 98      | 24                 | 50               | 24                   |
| Разом    | 202     | 50                 | 116              | 36                   |